# Сентрал Фолс (Роуд Ајланд)
Сентрал Фолс (енгл. Central Falls) град је у америчкој савезној држави Роуд Ајланд. По попису становништва из 2010. у њему је живело 19.376 становника.

## Демографија
Према попису становништва из 2010. у граду је живело 19.376 становника, што је 448 (2,4%) становника више него 2000. године.
| Група             | 2000.         | 2010.          |
| Белци             | 7.577 (40,0%) | 4.967 (25,6%)  |
| Афроамериканци    | 1.101 (5,8%)  | 1.949 (10,1%)  |
| Азијати           | 128 (0,7%)    | 121 (0,6%)     |
| Хиспаноамериканци | 9.041 (47,8%) | 11.685 (60,3%) |
| Укупно            | 18.928        | 19.376         |